# Nicolai Rohde

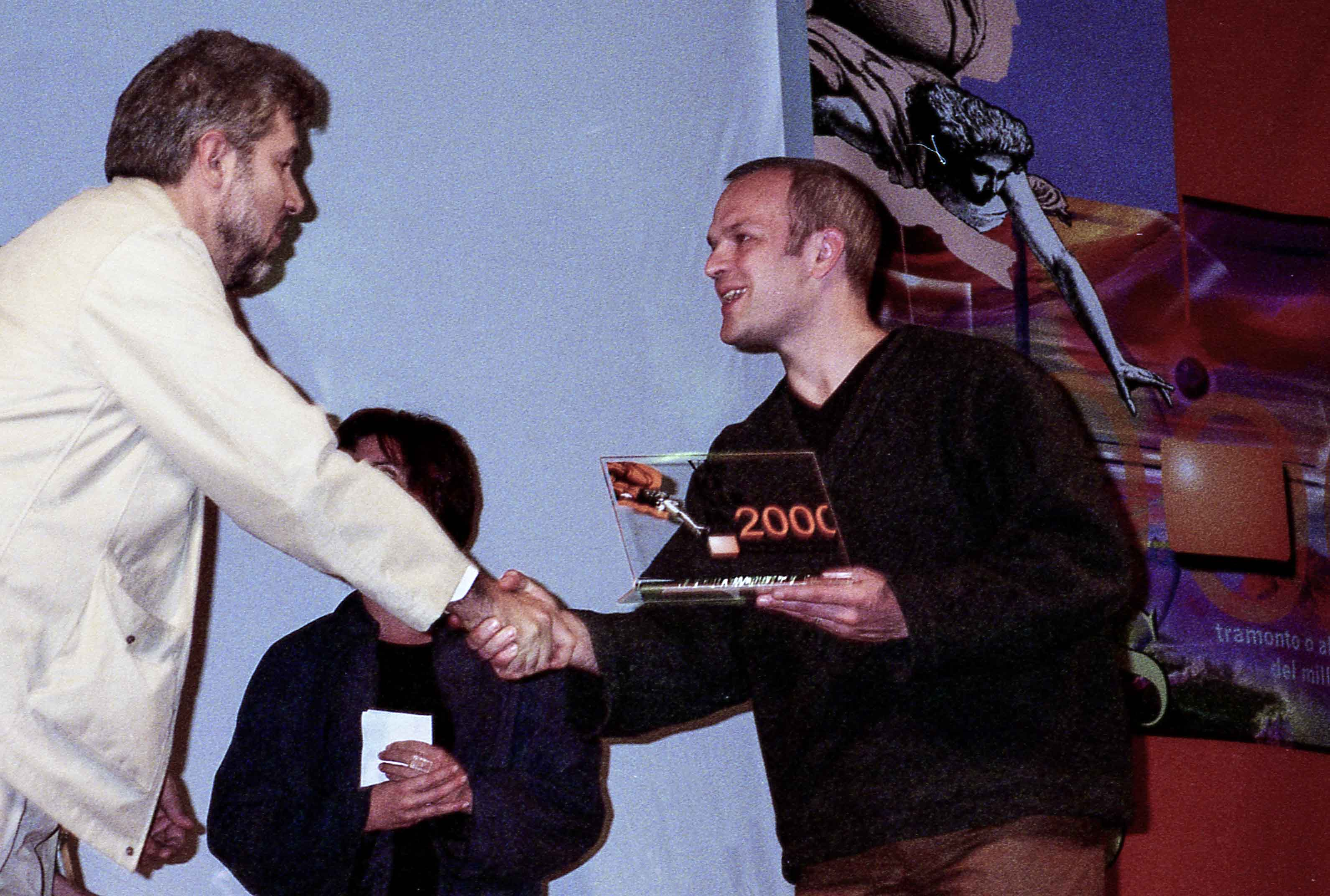
Visionaria ed. 2000, premizione: sul palco l'attore Alessandro Benvenuti consegna il premio a
Nicolai Rohde nella foto di Mauro Tozzi

Nicolai Rohde (Brema, 1966) è un regista tedesco.

## Biografia
Dopo l'Università a Brema, terminata nel 1995, si è iscritto ad uno stage annuale presso il Vienna Film Academy, prestigiosa accademia dove sono usciti registi e sceneggiatori come Michael Haneke e Götz Spielmann.
Successivamente ha frequentato la scuola di regia presso la Film University Babelsberg Konrad Wolf dove ha girato i suoi primi cortometraggi tra cui: "Schlafmann - L'uomo che dorme" (1999), vincitore nel 2000 del Premio della Giuria nel Film Festival Internazionale Visionaria.
Alla fine del ciclo di studi, il film di diploma è stato finanziato con 400.000 euro dalla Film und Medien Stiftung NRW. Titolo del film: Zwischen Nacht und Tag (Tra notte e giorno), presentato al Festival di Berlino 2004.
Inizia la sua carriera di regista soprattutto televisivo. Vincerà dei premi con alcuni film per la tv e serie tv come: "10 Sekunden" (2008) sulla Collisione aerea di Überlingen dove morirono 71 persone tra cui 49 bambini, il più grave incidente aereo in Germania, "Tatort - Das Erste Opfer" (2011), Polizeiruf 110 (2011), "Tatort - Freunde bis in den Tod" (2012), "Brandmal" (2013), "Unschuldig" (2018) fino ad arrivare alla serie Totenfrau per Netflix, tradotta in italiano come Totenfrau - La signora dei morti (2021), interpretato da Anna Maria Mühe ma trasmesso in Italia alla fine del 2022.